# Le Fousseret
Le Fousseret – miejscowość i gmina we Francji, w regionie Oksytania, w departamencie Górna Garonna.
Według danych na rok 1990 gminę zamieszkiwało 1370 osób, a gęstość zaludnienia wynosiła 36 osób/km² (wśród 3020 gmin regionu Midi-Pireneje Le Fousseret plasuje się na 256. miejscu pod względem liczby ludności, natomiast pod względem powierzchni na miejscu 184.).